# ライリー・バット
ライリー・バット（Ryley Batt、1989年5月22日 - ）は、オーストラリアの車いすラグビー選手。オーストラリア、ポート・マッコーリー出身。

## 略歴
産まれた時から足がなく合指症だった。
11歳から車いすラグビーを始めた。なおパラリンピックではアテネ大会・北京大会・ロンドン大会・リオデジャネイロ大会・東京大会にオーストラリア代表に選ばれて北京大会にて銀メダル、ロンドン大会・リオデジャネイロ大会では金メダル獲得。ちなみに東京大会ではオーストラリア代表の主将を務めた。